# 富岡佑介
富岡 佑介（とみおか ゆうすけ、8月14日 - ）は、日本の男性声優。埼玉県出身。青二プロダクション所属。

## 人物
資格・免許は漢検準2級。
趣味はFirst Person Shooting、動画編集、人狼ゲーム。特技は野球、バドミントン。

## 出演

### テレビアニメ
2020年
- トニカクカワイイ（ゲームキャラクター）
- ちびまる子ちゃん（2020年 - 2024年、村人、七さん、おじさん）

2021年
- 回復術士のやり直し（ケヤル / ケヤルガ）
- 世界最高の暗殺者、異世界貴族に転生する（敵兵）
- デジモンゴーストゲーム（デモナレーション）
- テスラノート（マフィア5）
- ドラえもん（テレビ朝日版第2期）（犬、男性）
- ONE PIECE（2021年 - 2024年、海賊、ギフターズ、プレジャーズ、ウェイターズ、パパス 他）

2022年
- 終末のハーレム（男子A）
- 天才王子の赤字国家再生術（伝令）
- ラブオールプレー（小林雅和）

2023年
- 婚約破棄された令嬢を拾った俺が、イケナイことを教え込む（ゴロツキ）

2024年
- 異世界でもふもふなでなでするためにがんばってます。（緑の氏長）
- 逃走中 グレートミッション（アナウンス）
- キン肉マン 完璧超人始祖編（2024年 - 2025年、クラッシュマン） - 2シリーズ

2025年
- ニャイト・オブ・ザ・リビングキャット（怪しい男）

### 劇場アニメ
- ONE PIECE FILM RED（2022年）

### Webアニメ
- 爆丸エボリューションズ（2022年、ロバート館長）

### ゲーム
2015年
- モンスターストライク（2015年 - 2022年、ロミオ、バロジカ、アジ・ダハーカ / ザッハーク）

2020年
- ARIA CHRONICLE
- ビルシャナ戦姫 〜源平飛花夢想〜（以仁王）
- ライザのアトリエ2 〜失われた伝承と秘密の妖精〜

2021年
- 魔王の時間
- ソロモンプログラム（浄化士ベッコ）
- LoverPretend
- FUSHO-浮生-（蘭陵王）
- 真・三國無双8 Empires（エディットキャラ）
- 戦国無双5（三淵藤英）

2023年
- キュービックスターズ（ロミオ）
- 龍が如く7外伝 名を消した男

2024年
- ORE'N（幽鬼ノリツネ）

### 吹き替え

#### 映画
- クレイジーズ 42日後（ブランドン）
- 世界にひとつのロマンティック
- 2バッドコップス（スヴァヴァル）
- Power Book III: Raising Kanan（ホアキン）
- レッド・スカイ（リゾ）

#### ドラマ
- F4 Thailand/BOYS OVER FLOWERS（ポー）
- クイーン・オブ・ザ・サウス 〜女王への階段〜
- ONE PIECE

### ナレーション
- 秋山歌謡祭
- 今田耕司のおもてなしならお忍びで頼んます!
- 今、野球ファンに捧ぐ 厳選!プロ野球名場面SP 〜昭和のスーパースターから平成の名勝負まで〜
- 美味すぎ!グルメ委員会 〜究極のお取り寄せを完成させよ〜
- ENHYPEN CONNECT TO JAPAN −デビュー記念特番!−
- 音楽×ゲーム SPACE SHOWER GAMING THE REBEL'S eMPIRE
- 開幕直前!ホークスファン決起集会2021
- Campingman
- くらべるネタSHOW バカリズムのキリクチ
- GLAY 25周年特番 DEMOCRACY〜GLAYが掲げた公約〜
- 激突！食ヶ原の戦い
- THE MAGIC オールジャンル日本一決定戦
- 声優ドリームチーム集結!映画『二ノ国』ジャパンプレミア密着SP!
- 世界パラ陸上2019〜ROAD to TOKYO2020〜
- 前人未笑
- 全力部活!E高 「整形してても好きですか?」
- 中日ドラゴンズ プレイヤーズヒストリー
- Next Baseball Academy〜大谷翔平学〜
- ボイステラス6
- 我が社にタレント監督がやって来た

### ボイスオーバー
- 上田晋也の日本メダル話
- エンドロールで見っけ！このNIHONJINって誰？
- グッとラック!
- その他の人に会ってみた
- 爆報! THE フライデー
- ひらがなの交換日記〜長崎 福江島の外国人技能実習生たち〜
- マサカの映像グランプリ
- モノシリーのとっておき〜すんごい人がやってくる!〜
- UFC NOW
- ONEラグビー

### ラジオドラマ
- 青山二丁目劇場 イブの奇跡（刑事）

### 舞台
- TOKYO MX開局25周年×青二プロダクション創立50周年 Symphonic Drama 火の鳥 〜黎明編〜 於：2020年 舞浜アンフィシアター（群読）

### その他コンテンツ
- 表山さんと裏川さん（裏川さん）
- invert 城塚翡翠倒叙集（2022年、吉田[12]） - オーディオブック

### シリーズ一覧
1. ↑  Season 1（2024年）、Season 2（2025年）